# Manduca albolineata
Manduca albolineata är en fjärilsart som beskrevs av Gehlen. 1935. Manduca albolineata ingår i släktet Manduca och familjen svärmare. Inga underarter finns listade i Catalogue of Life.